# Evelyn Austria-Garcia
Evelyn Dominguez Austria-Garcia ist eine Diplomatin der Philippinen.

## Werdegang
Austria-Garcia arbeitete in den philippinischen Botschaften in Kuala Lumpur, Den Haag, Paris, Stockholm und der ständigen Vertretung bei den Vereinten Nationen in New York, bevor sie stellvertretende Botschafterin in Norwegen wurde. Ab 2011 war Austria-Garcia Botschafterin der Philippinen in Tschechien. Ihre Akkreditierung übergab sie am 12. April an Präsident Václav Klaus. Von 2015 (5. Mai Ernennung, 30. September Akkreditierung) bis 2017 war sie Botschafterin der Philippinen in Osttimor. Ihr nächster Posten ist in Portugal.

## Privates
Austria-Garcia ist verheiratet mit Rico M. Garcia.